# Pithampur
Pithampur es una localidad de la India en el distrito de Dhar, estado de Madhya Pradesh.

## Geografía
Se encuentra a una altitud de 578 m s. n. m. a 231 km de la capital estatal, Bhopal, en la zona horaria UTC +5:30.

## Demografía
Según estimación 2010 contaba con una población de 125 138 habitantes.